# Wzorcowanie

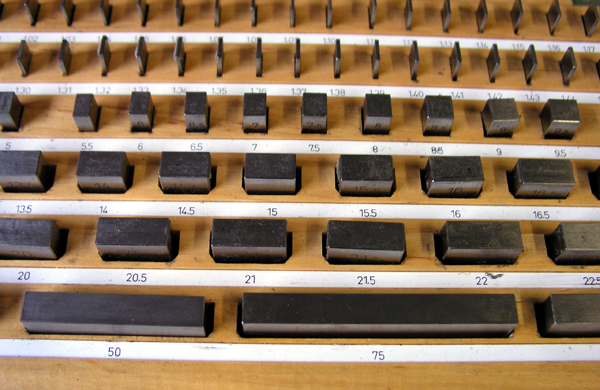
Zestaw używany do kalibracji jednostki długości: płytki wzorcowe – zestaw płytek wzorcowych (103 sztuki) od 0,5 do 100 mm

Wzorcowanie – ogół czynności ustalających relację między wartościami wielkości mierzonej wskazanymi przez przyrząd pomiarowy a odpowiednimi wartościami wielkości fizycznych, realizowanymi przez wzorzec jednostki miary wraz z podaniem niepewności tego pomiaru.
W najprostszym przypadku polega to na określeniu różnicy pomiędzy wskazaniem przyrządu wzorcowego (wzorca miary wyższego rzędu, materiału odniesienia wyższego rzędu, przyrządu wskazującego wyższego rzędu) a wskazaniem przyrządu wzorcowanego (wzorca miary niższego rzędu, materiału odniesienia niższego rzędu, przyrządu wskazującego niższego rzędu), z uwzględnieniem niepewności pomiaru dokonanego przy pomocy przyrządu wzorcowego.
Zasadą jest, że przyrząd wzorcowy powinien być co najmniej trzykrotnie dokładniejszy od przyrządu wzorcowanego.

## Wynik wzorcowania
Wynik wzorcowania przedstawiają liczby: wartość wyznaczonej wielkości, wartość niepewności rozszerzonej pomiaru tej wielkości przy danym poziomie ufności p i współczynniku rozszerzenia k;
np. wynik wzorcowania masy odważnika może być przedstawiony w postaci:
(5,12 ± 0,05) kg przy poziomie ufności p = 95% i współczynniku rozszerzenia k = 2.

## Laboratoria wzorcujące

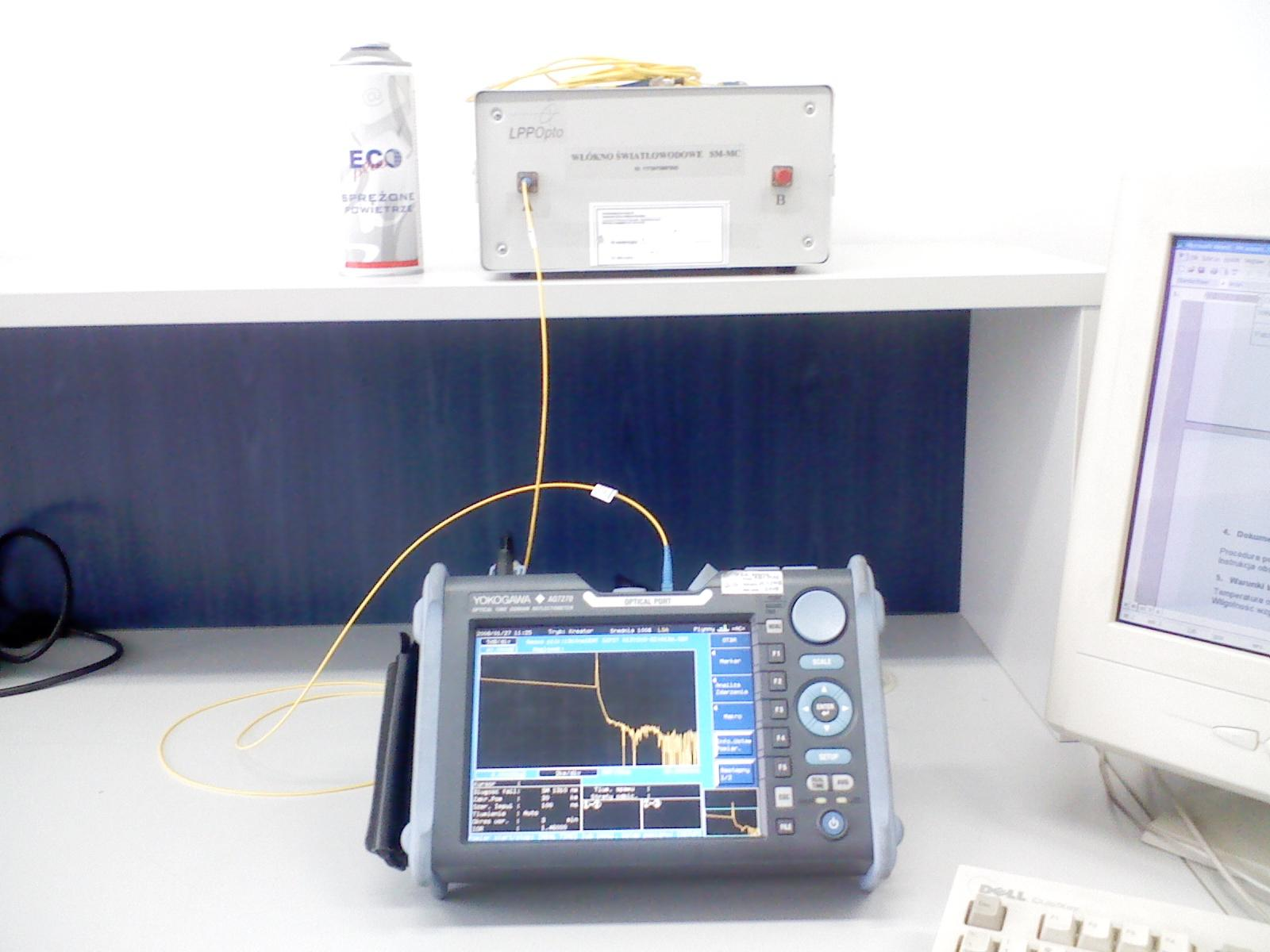
Stanowisko do wzorcowania reflektometrów optycznych – w tle wzorcowe włókno światłowodowe

Czynność wzorcowania przeprowadzają w Polsce: 1) na podstawie ustawy prawo o miarach – organy administracji miar (prezes Głównego Urzędu Miar, dyrektorzy okręgowych urzędów miar i naczelnicy obwodowych urzędów miar) 2) na podstawie normy PN-EN ISO 17025 oraz ustawy o systemie oceny zgodności – laboratoria wzorcujące akredytowane przez Polskie Centrum Akredytacji, a 3) na podstawie Prawa przedsiębiorców (działalność polegająca na wzorcowaniu nie jest koncesjonowana) – nieakredytowane laboratoria wzorcujące oraz użytkownicy przyrządów pomiarowych.
Pomiary w laboratorium wzorcującym wykonuje wykwalifikowany personel laboratorium według ustalonych i zatwierdzonych procedur w ściśle określonych warunkach (np. w ustalonych warunkach odniesienia: temperatura, wilgotność, ciśnienie itp.).

## Cel wzorcowania
Celem wzorcowania jest określenie kondycji metrologicznej wzorcowanego przyrządu, określającej jego przydatność do wykonywania pomiarów, w tym również przekazywania jednostki miary, lub poświadczenie, że wzorcowany przyrząd spełnia określone wymagania metrologiczne, przy czym wynik wzorcowania poświadczany jest w świadectwie wzorcowania. Podczas wzorcowania musi być zachowana spójność pomiarowa, czyli nieprzerwany ciąg odniesień do wzorca krajowego lub międzynarodowego.

## Wymagania, jakie powinien spełniać proces wzorcowania[2]
- Przyrząd poddany wzorcowaniu powinien się znajdować w warunkach odniesienia. W sytuacji, kiedy warunki eksploatacji ulegają zmianom w trakcie eksploatacji, wzorcowanie prowadzi się wraz z wykonywaniem pomiarów wielkości wpływających. W takiej sytuacji czas wykonywania badań będzie dłuższy, oceny dokładności mogą być mniej pewne oraz do wykonania stosownych obliczeń trzeba wykorzystać skomplikowany aparat matematyczny.
- Przyrząd pomiarowy oraz wzorzec zastosowany do wzorcowania muszą być do siebie dopasowane. Rozumie się przez to, że wzorzec jest właściwej wielkości, oddziaływanie przyrządu na wzorzec mieści się w dopuszczalnych granicach, a wymiary wzorca są dostosowane do przyrządu.
- Błędy wzorców nie powinny być skorelowane; w sytuacji przeciwnej należy pamiętać, iż takich błędów nie można traktować w sposób przypadkowy, tzn. że w rachunku błędów należy te zależności uwzględnić.
- Często stosuje się założenie, iż niedokładność wzorca powinna być pomijalnie mała w porównaniu do niedokładności przyrządu pomiarowego, za taką uznaje się[kto?] dokładność wzorca 3–10 razy większą od wzorcowanego przyrządu. Dzięki temu zabiegowi można pominąć niedokładność wzorca. Jednakże do wzorcowania można użyć również wzorców o dużej niedokładności. W takiej sytuacji należy zapewnić taki dobór procedury wzorcowania, aby móc osiągnąć wymaganą dokładność wzorcowania. Trzeba w tym celu użyć większej liczby wzorców, wykonać więcej powtórzeń danego pomiaru, oraz odpowiednio estymować współczynniki charakterystyki.

## Długość okresu pomiędzy wzorcowaniami
Wzorcowanie danego przyrządu pomiarowego należy powtarzać tak długo, jak długo przyrząd znajduje się w użytkowaniu i służy do celów, dla których został wyprodukowany. Obecnie nie istnieją żadne przepisy prawne wyznaczające czasookresy wzorcowań, ani okresy ważności świadectw wzorcowania. Terminy powtórnych wzorcowań powinny być ustalane przez samego użytkownika przyrządu pomiarowego i być zapisane w księdze jakości lub w dokumentach z nią związanych, np. procedurach ogólnych (jeśli stosuje on certyfikowany system zarządzania jakością np. według normy ISO 9001) lub na podstawie doświadczenia.
Mimo tych zastrzeżeń – dla celów uproszczonych – przyjmuje się czasem, że dany przyrząd powinien być ponownie wzorcowany nie rzadziej niż raz do roku. Przyrządy przenośne, narażone na wstrząsy, z regulatorami mechanicznymi lub elektrycznymi i intensywnie eksploatowane powinny być wzorcowane częściej, natomiast takie, które nie mają regulacji, są przechowywane w warunkach laboratoryjnych i są rzadko używane zwykle wzorcuje się rzadziej.
Zaleca się, aby przy chęci wydłużenia czasu pomiędzy wzorowaniami (dotyczy to zwłaszcza wzorcowań wzorców laboratoryjnych) prowadzić tzw. monitorowanie wzorca, czyli opracowanie (np. w postaci wykresu) istotnych parametrów pochodzących z kolejnych świadectw wzorcowania dowodzące, że parametry te nie zmieniają się w istotny sposób w takim okresie, na jaki chcemy wydłużyć czas pomiędzy wzorcowaniami.

## Rodzaje wzorcowania
Wzorcowanie można podzielić pod kątem podmiotu wykonującego wzorcowania na:
- wzorcowanie zewnętrzne
- wzorcowanie wewnętrzne (wewnątrzzakładowe)
- wzorcowanie użytkownika

Wzorcowanie zewnętrzne – usługa zlecona przez właściciela lub użytkownika przyrządu pomiarowego zewnętrznemu, niezależnemu laboratorium wzorcującemu (nieakredytowanemu, akredytowanemu lub organowi administracji miar). Wzorcowanie zewnętrzne jest poświadczone zawsze w dokumencie zwanym świadectwem wzorcowania (nazwa obowiązująca w organach administracji miar i akredytowanych laboratoriach wzorcujących), świadectwem kalibracji (nazwa obowiązująca w metrologii wojskowej), certyfikatem kalibracji lub certyfikatem wzorcowania (nazwy używane czasem przez nieakredytowane laboratoria wzorcujące).
Wzorcowanie wewnętrzne (wewnątrzzakładowe) – wzorcowanie przyrządów pomiarowych będących własnością danego przedsiębiorstwa wykonywane przez zakładowe laboratorium wzorcujące/izbę pomiarową tego przedsiębiorstwa. Przedsiębiorstwa wzorcujące przyrządy pomiarowe we własnym zakresie, powinny używać do tego celu wyposażenia pomiarowego wzorcowanego przez zewnętrzne, akredytowane laboratoria wzorcujące lub organy administracji miar (które zgodnie z ustawą Prawo o miarach przekazują do przyrządów legalne jednostki miar).
Wzorcowanie użytkownika – częste wzorcowanie wykonywane przez pracownika użytkującego przyrząd pomiarowy przed każdym dniem pomiarowym lub przed każdą serią pomiarów, przy pomocy dostępnego pod ręka wzorca użytkowego. Wzorcowanie użytkownika z reguły nie spełnia wszystkich wymagań dla wzorcowania laboratoryjnego, ale z pewnością spełnia w sposób przynajmniej niedoskonały warunek odniesienia wskazań przyrządu do wzorca.